# Jarosław Dudycz
Jarosław Dudycz (ur. 1987) – polski poeta i publicysta.
Autor książki poetyckiej „Czarna skrzynka” (Convivo, 2020), za którą w 2021 roku otrzymał nominację do Wrocławskiej Nagrody Poetyckiej Silesius w kategorii debiut roku. Za ten tom został także wyróżniony w XVII Ogólnopolskim Konkursie Literackim „Złoty Środek Poezji” 2021.
W 2016 roku był finalistą konkursu Międzynarodowego Festiwalu Opowiadania za opowiadanie „Przez kuchenne drzwi”. Opowiadania publikował m.in. w „Piśmie”, „Stonerze Polskim” i w „Twórczości”.